# سنگ‌نوشت (روستا)
سنگ نوشت نام روستایی در دهستان گور بخش ساردوئیه در شهرستان جیرفت استان کرمان می باشد.

## منبع
1. ↑  «نتایج سرشماری ایران در سال ۱۳۹۵». درگاه ملی آمار. بایگانی‌شده از اصلی (اکسل) در ۲۰ شهریور ۱۴۰۲.